# Guizhen Deshao
Guizhen Deshao (chiń. 归真德韶, pinyin Guīzhēn Désháo; ur. X wiek, zm. X wiek) – chiński mistrz chan ze szkoły guiyang. Uważany za piątego patriarchę tej szkoły.

## Życiorys
Był uczniem i spadkobiercą Dharmy mistrza Zifu Rubao.
Już jako mistrz chan był opatem klasztoru Baoci.
Jego nauczanie zdecydowanie różniło się od nauczania innych mistrzów. Zasadniczo niczego pozornie nie robił w ciągu dnia oraz praktykował bezsłowne nauczanie. Nigdy nie odpowiadał na pytania uczniów. Uczniowie musieli kontemplować każdy jego gest i każdy krok. Jego styl można określić zdaniem „nic powiedziane, nic przekazane, ktoś powinien kontemplować w ten sposób”.

## Linia przekazu Dharmy zen
Pierwsza liczba oznacza liczbę pokoleń mistrzów od 1 Patriarchy indyjskiego Mahakaśjapy.
Druga liczba oznacza liczbę pokoleń od 28/1 Bodhidharmy, 28 Patriarchy Indii i 1 Patriarchy Chin.
Trzecia liczba oznacza początek nowej linii przekazu w danym kraju.
- 36/9. Baizhang Huaihai (720–814)
  - 37/10. Guishan Lingyou (771–853) szkoła guiyang
    - 38/11. Liu Tiemo (bd) mistrzyni chan
    - 38/11.Yangshan Huiji (814–890)
      - 39/12. Wuzhu Wenxi (821–900)
      - 39/12. Miaoxin (bd) mistrzyni chan
      - 39/12. Hangzou Wenxi (bd)
      - 39/12. Xita Guangmu (Yangshan) (bd)
        - 40/13. Zifu Rubao (ur. 890-960)
          - 41/14. Guizhen Deshao (bd)
            - 42/15. Sanjiao Zhiqian (bd)
              - 43/16. Xingyang Ciduo (bd)
                - 44/17. Deqing Xuyun (bd)

      - 39/13/1. Wŏnnang Taet'ong (816–883) szkoła sŏngju – Korea
      - 39/12/1. Sunji Korea
      - 39/12. Nanta Guangyong (840–938)
        - 40/13. Bajiao Huiqing (bd) koreański mistrz działający w Chinach
          - 41/14. Xingyang Qingrang (bd)